# Црвени Брегови
Црвени Брегови (мкд. Црвени Брегови) су насеље у Северној Македонији, у средишњем делу државе. Црвени Брегови су насеље у оквиру општине Неготино.

## Географија
Црвени Брегови су смештени у средишњем делу Северне Македоније. Од најближег већег града, Кавадараца, насеље је удаљено 20 km североисточно.
Насеље Криволак се налази у историјској области Тиквеш. Село је смештено у долини реке Вардар, у средишњем делу Тиквешке котлине. Насеље је положено на приближно 130 метара надморске висине, у равничарском подручју. 
Месна клима је измењена континентална са значајним утицајем Егејског мора (жарка лета).

## Становништво
Црвени Брегови су према последњем попису из 2002. године имали 170 становника.
Већинско становништво у насељу су етнички Македонци (53%), а мањине су: Роми (20%), Албанци (14%) и Турци (10%).
Претежна вероисповест месног становништва је православље, а мањинска ислам.

## Знамените личности
- Ангел Димов, певач народне и новокомпоноване музике.[1]